# 凍頂烏龍茶
凍頂烏龍茶（とうちょううーろんちゃ）は、烏龍茶（青茶）に分類される台湾茶である。台湾のお茶の中で最も長い歴史を持つ茶の1つ。

## 概要
もともと台湾・南投県鹿谷郷東部の山腹で栽培される烏龍茶の名称。現在では台湾の広範囲において栽培されており、台湾を代表する烏龍茶として認知されている。味は緑茶に近いが、殺青（茶葉の加熱処理）の方法が日本茶とは異なるため、独特の爽やかな香りがする。
もともと19世紀半ばに林鳳池という挙人（科挙地方試験合格者）が大陸から伝えられた茶の苗を持ちこみ、台湾の凍頂山で栽培したことがはじまりとされるが、台湾を代表するお茶として認知されるようになったのは、1970年代に経済開放政策が推進されたとき、凍頂山一帯が輸出茶の開発・栽培モデル地区として選ばれ、官民一体となって凍頂烏龍茶のブランド化が進められたことからはじまる。
1980年代に入り、製茶技術の改良により品質の向上が進んだことや、着香料を加えずにバニラの香りがする金萓種や青みのある香りの四季春種、翠玉種などの品種が開発されたことなど、凍頂烏龍茶のブランド化は着実に成功し、台湾のみならず日本においても支持されるに至っている。

## その他
アレルギー反応を抑制するメチル化カテキンの含有量が多いことから、花粉症に有効であるとされている。
農業・食品産業技術総合研究機構の野菜茶業試験場、静岡県立大学、九州大学などの共同研究によると、凍頂烏龍茶に含まれる3-O-methylgalloly-epigallocatechin(C-1)と4-O-methylgalloly-epigallocatechin(C-2)は茶カテキンのエピガロカテキンガレートと比べた場合、より高いアレルギー抑制作用があるとされる。なお、分析は青心大有や大葉烏龍という品種を検査したものであり、凍頂烏龍茶だから抗アレルギー効果があるということではなく、同じ品種で作られているなら高山茶や文山包種茶でも同じである。また、凍頂烏龍茶の主要品種は青心烏龍種という品種であることが多いし、金萓、翠玉といった品種の使用も高く、これらの品種の分析は行われていないため、一概に「凍頂烏龍茶が花粉症に効く」というのは、いささか無責任な言い方でもある。